# Pleurodema borellii
Pleurodema borellii là một loài ếch thuộc họ Leptodactylidae.
Loài này có ở Argentina và có thể cả Bolivia.
Môi trường sống tự nhiên của chúng là rừng khô nhiệt đới hoặc cận nhiệt đới, rừng ẩm vùng đất thấp nhiệt đới hoặc cận nhiệt đới, vùng núi ẩm nhiệt đới hoặc cận nhiệt đới, đồng cỏ nhiệt đới hoặc cận nhiệt đới vùng đất cao, đầm nước ngọt, đầm nước ngọt có nước theo mùa, vườn nông thôn, các vùng đô thị, rừng trước đây suy thoái nghiêm trọng, và ao.